# Павловский (Краснодарский край)
Павловский — хутор в Крымском районе Краснодарского края.
Административный центр Кеслеровского сельского поселения.

## География

### Улицы
| - ул. Дачная, - ул. Дорожная, - ул. Колесникова, - ул. Коммунаров, - ул. Красная, - ул. Крестьянская, - ул. Курганная, - ул. Лермонтова, | - ул. Лесная, - пер. Лесной, - ул. Матросова, - ул. Молодёжная, - ул. Российская, - ул. Степная, - ул. Юбилейная. |

## История
После завершения Кавказской войны генерал Карсов получил во владение 5000 десятин земли и у подножия северного склона Лысой горы возвёл дом с хозяйственными постройками. Со временем здесь возникло село, получившее название Карсов. Его первыми поселенцами стали крестьяне — выходцы из Украины и центральных губерний России. В 1919 году в Карсове был создан сельсовет, и впоследствии село было преобразовано в хутор Павловский.

## Население
| 1999 | 2002  | 2010  |
| ---- | ----- | ----- |
| 1164 | ↘1048 | ↗1091 |

По данным переписи 2002 года, в национальной структуре населения хутора преобладают русские (79 %).